# Кастелгранде
Кастелгранде (итал. Castelgrande) је насеље у Италији у округу Потенца, региону Базиликата.
Према процени из 2011. у насељу је живело 741 становника. Насеље се налази на надморској висини од 929 м.

## Становништво
| 1951. | 1961. | 1971. | 1981. | 1991. | 2001. | 2011. |
| ----- | ----- | ----- | ----- | ----- | ----- | ----- |
| 3.036 | 2.438 | 1.658 | 1.288 | 1.358 | 1.231 | 1.018 |